# Дядюн, Владимир Сергеевич
Влади́мир Серге́евич Дядю́н (род. 12 июля 1988, Омск) — российский футболист, нападающий.

## Карьера

### Клубная
Воспитанник «Рубина». В 2005—2007 годах провёл за дубль «Рубина» 76 матчей, забил 7 голов. В 2007 году сыграл несколько матчей за главную команду клуба. Сезон 2008 года провёл в аренде в «Ростове», сезон-2009 — в аренде в «Томи». 2 января 2010 года было сообщено, что ввиду завершения арендного соглашения и нежелания руководства «Томи» продлевать отношения Дядюн вернулся в «Рубин». Во второй половине января стал обладателем Кубка чемпионов Содружества в составе «Рубина», который выставил на турнир резервный состав. 20 февраля был отдан в аренду клубу «Спартак-Нальчик». Дядюн забил 10 голов в чемпионате (особенно запомнился хет-триком в ворота московского «Динамо»). По окончании сезона вернулся в «Рубин» и подписал новый контракт.
С сезона 2011/12 стал основным нападающим «Рубина». 26 июля 2011 дебютировал в Лиге чемпионов и забил два гола (киевскому «Динамо» и французскому «Лиону»). В чемпионате забил три гола.
14 июля 2012 года забил второй гол в ворота «Зенита» в матче за Суперкубок России.
14 марта 2013 года во второй встрече 1/8 Лиги Европы против «Леванте» Дядюн забил гол в дополнительное время, «Рубин» выиграл со счётом 2:0, и прошёл дальше.
15 июля 2013 года стал игроком московского «Динамо», подписав контракт на три года. При этом при возникшем в контексте перехода конфликте с агентом Владимиром Дейнекой на имя президента РФС Николая Толстых Дядюном было направлено письмо, в котором были обозначены элементы механизмов схем по выводу средств из бюджетов футбольных клубов.
16 июля 2014 года вернулся в «Рубин», подписав контракт на четыре года. 12 июля 2017 года клуб клуб объявил о расторжении контракта. В тот же день Дядюн подписал соглашение с «Ростовом». Перед сезоном 2018/19 подписал двухлетний контракт с «Балтикой», но в июле 2019 расторг соглашение по согласию сторон и перешёл в «Химки». 31 мая 2021 года контракт закончился.
24 января 2022 года подписал контракт с воронежским «Факелом» до конца сезона 2021/22. По окончании сезона, по итогам которого «Факел» вышел в премьер-лигу, покинул клуб.

### В сборной
Участник юношеского чемпионата Европы 2007 года. В 2010 году Владимир сыграл три матча за молодёжную сборную России.
3 октября 2011 тренерский штаб сборной России принял решение вызвать Дядюна в расположение команды вместо травмированного Александра Кержакова на матчи со Словакией и Андоррой.
На матч со Словакией 7 октября 2011 года в заявку не попал.
31 мая 2013 года попал в расширенный список студенческой сборной России для участия во Всемирной Универсиаде в Казани, 23 июня был включён в окончательный список игроков. Дядюн провёл на Универсиаде все шесть матчей и забил пять голов. Нападающий был признан лучшим игроком турнира.

## Достижения

### Командные
«Ростов»
- Победитель Первого дивизиона первенства России: 2008

«Рубин»
- Обладатель Кубка чемпионов Содружества стран СНГ и Балтии: 2010
- Обладатель Кубка России: 2012
- Обладатель Суперкубка России: 2012

«Химки»
- Финалист Кубка России: 2019/20

### Личные
- Лучший игрок и бомбардир турнира Универсиады: 2013

## Статистика

### Клубная
| Выступление              | Выступление      | Выступление      | Чемпионат | Чемпионат | Кубки | Кубки | Еврокубки | Еврокубки | Итого | Итого |
| Клуб                     | Лига             | Сезон            | Игры      | Голы      | Игры  | Голы  | Игры      | Голы      | Игры  | Голы  |
| ------------------------ | ---------------- | ---------------- | --------- | --------- | ----- | ----- | --------- | --------- | ----- | ----- |
| Рубин                    | I                | 2007             | 5         | 1         | 1     | 0     | 0         | 0         | 6     | 1     |
| Ростов (аренда)          | II               | 2008             | 32        | 7         | 0     | 0     | —         | —         | 32    | 7     |
| Томь (аренда)            | I                | 2009             | 20        | 0         | 0     | 0     | —         | —         | 20    | 0     |
| Спартак-Нальчик (аренда) | I                | 2010             | 28        | 10        | 1     | 0     | —         | —         | 29    | 10    |
| Рубин                    | I                | 2011/12          | 30        | 3         | 4     | 0     | 12        | 3         | 46    | 6     |
| Рубин                    | I                | 2012/13          | 23        | 7         | 2     | 1     | 8         | 2         | 33    | 10    |
| Рубин                    | Итого            | Итого            | 53        | 10        | 6     | 1     | 20        | 5         | 79    | 16    |
| Динамо (Москва)          | I                | 2013/14          | 19        | 0         | 1     | 0     | —         | —         | 20    | 0     |
| Рубин                    | I                | 2014/15          | 22        | 2         | 3     | 1     | —         | —         | 25    | 3     |
| Рубин                    | I                | 2015/16          | 14        | 0         | 0     | 0     | 7         | 0         | 21    | 0     |
| Рубин                    | I                | 2016/17          | 0         | 0         | 0     | 0     | —         | —         | 0     | 0     |
| Рубин                    | Итого            | Итого            | 36        | 2         | 3     | 1     | 7         | 0         | 46    | 3     |
| Ростов                   | I                | 2017/18          | 16        | 1         | 1     | 0     | —         | —         | 17    | 1     |
| Балтика                  | II               | 2018/19          | 27        | 5         | 1     | 0     | —         | —         | 28    | 5     |
| Химки                    | II               | 2019/20          | 17        | 4         | 5     | 3     | —         | —         | 22    | 7     |
| Химки                    | I                | 2020/21          | 15        | 0         | 0     | 0     | —         | —         | 15    | 0     |
| Химки                    | Итого            | Итого            | 32        | 4         | 5     | 3     | —         | —         | 37    | 7     |
| Факел (Воронеж)          | II               | 2021/22          | 12        | 1         | 0     | 0     | —         | —         | 12    | 1     |
| Всего за карьеру         | Всего за карьеру | Всего за карьеру | 280       | 41        | 19    | 5     | 27        | 5         | 326   | 51    |

1. ↑  Кубок России, Суперкубок России
2. ↑  Кубок УЕФА, Суперкубок УЕФА, Лига чемпионов УЕФА, Лига Европы УЕФА